# Mario Mendoza
Mario Mendoza (19 gennaio 1949) è un ex calciatore argentino, di ruolo attaccante.

## Carriera

### Club
Giocò sempre in Argentina eccezion fatta per due stagioni in cui fu in Francia prima e in Colombia poi.

### Nazionale
Ha disputato la sua unica partita per la Nazionale argentina nel 1972.